# Pärlrondellen
Pärlrondellen var en rondell i Bahrains huvudstad Manama, belägen i stadens finanskvarter. Rondellens namn kommer från pärlmonumentet som var placerat i dess mitt. Detta bestod av sex segel som symboliserar de sex arabländerna i Persiska viken samt en pärla på toppen som symboliserar enighet.
Pärlrondellen har uppmärksammats som en av skådeplatserna för de folkliga protesterna i Bahrain 2011. Till följd av detta revs pärlmonumentet den 18 mars 2011.